# 김해수 (1923년)
김해수(1923년 ~ 2005년)는 대한민국의 기술자이다. 도쿄고등공업학교 졸업반이던 1943년 조병창 전기주임으로 징용되었으나 탈출하여 강원도 산골에서 광산 전기책임자로 일하였다. 광복 후 미군 PX의 라디오 수리점을 운영다가 1958년 공채로 금성사에 입사했다.  1959년 11월 첫 국산 진공관식 라디오 'A-501'를 만드는데 주도적인 역할을 하였다. 시인 박노해의 장인이다.